# Samsung Galaxy S (linha)
A série Samsung Galaxy S é uma linha de smartphones e tablets Android de ponta produzida pela Samsung Electronics. Em conjunto com a série Galaxy Z  dobrável, a linha serve como a principal linha de smartphones da Samsung.
A série consistia inicialmente em smartphones e o primeiro dispositivo, o Samsung Galaxy S, foi anunciado em março de 2010 e lançado para venda em junho do mesmo ano. A Samsung expandiu posteriormente a linha Galaxy S para tablets com o anúncio do Galaxy Tab S em junho de 2014 e lançado no mês seguinte. A série Samsung Galaxy Tab é a linha de tablets relacionada.
O último smartphone da série é o Samsung Galaxy S23, que foi anunciado em 1 de fevereiro de 2023 e lançado dezesseis dias depois. Ele possui uma tela Super AMOLED de 6,9 polegadas com resolução de 1440x3200 pixels, um processador Samsung Exynos 2200 ou Qualcomm Snapdragon 898, uma câmera traseira quádrupla com sensor principal de 108 megapixels e zoom óptico de 10x, uma câmera frontal de 40 megapixels, uma bateria de 5000 mAh com carregamento rápido e sem fio, um leitor de impressão digital ultrassônico sob a tela, resistência à água e poeira IP68 e suporte para caneta S Pen.